# Iskola Utcai Szlovák Tannyelvű Alapiskola
Az Iskola Utcai Szlovák Tannyelvű Alapiskola Fülek egyik alapiskolája, 1956-ban alapították.

## Története
Az iskolát eredetileg magyar alapiskolának tervezték, 1955-ben kezdődtek meg a munkálatok. Az iskolát ma Fülek Város Önkormányzata tartja fenn.

## Az iskola jelene
Az iskola 2017-ben 18 osztályban 384 tanulóval, 31 oktatóval rendelkezett. Az iskola épületkomplexumát két épület alkotja: egy kétemeletes épület, tantermekkel; egy H alakú kétemeletes épület, az iskolai étkezdével. Abban az évben az épület nyílászáróit hőszigeteltre cserélték.